# 95-о средно училище „Проф. Иван Шишманов“
95 средно училище „Проф. Иван Шишманов“ се намира в гр. София, район Подуяне, ж.к. „Хаджи Димитър“.
Училището е основано е през 1972 г. и носи името на видния български учен, общественик и министър на просветата проф. Иван Шишманов.  
95.СУ предлага обучение от първи до дванадесети клас и съчетава традициите на българското образование с иновативните методи на преподаване. През годините училището изгражда стабилна образователна среда и развива активна дейност в сферата на извънкласните дейности и проектни инициативи. Ученици и преподаватели участват в нацинални и международни програми, конкурси и състезания. 
Сградата на училището разполага с модернизирани кабинети по природни науки, информационни технологии, библиотека, спортни съоръжения и актова зала.
Директор на училището от 2015 г. е Мими Рецкова, а първият директор е Вера Куцарова. През 1973 става руска гимназия. През 1986 приема името на поета Владимир Маяковски. От 1990 г. е СОУ с изучаване на чужди езици, а от 1992 носи името на Иван Шишманов. От 1994 до 2015 г. директорка на училището е Лилия Черкезова. През 1998 педагогическият съвет решава празникът на училището да се чества на 11 май.
В гимназиален етап 95.СУ предлага обучение в следните паралелки за учебната 2025/2026 В ПРОФЕСИОНАЛНИ И ПРОФИЛИРАНИ ПАРАЛЕЛКИ
- Професионална паралелка „Екскурзоводско обслужване“ с професия „Екскурзовод“ и интензивно изучаване на английски език и втори чужд език - испански.
- Професионална паралелка „Бизнес администрация“ с професия „Офис мениджър“ и интензивно изучаване на руски език и втори чужд език – английски.

- Профил  „Природни науки“ – с интензивно изучаване на английски език. Профилиращи предмети: биология, химия, английски език и география.
- Профил „Предприемачество“ – с интензивно изучаване на английски език. Профилиращи предмети: информационни технологии, английски език, география.